# Juan Manuel Carrasco
Juan Manuel Carrasco es un estudiante hispano-venezolano. Durante las protestas en Venezuela de 2014, Carrasco fue apresado y sometido a tratos crueles, incluyendo torturas.

## Detención
El 13 de febrero de 2014, efectivos de la Guardia Nacional Bolivariana (GNB) reprimieron una protesta con perdigones y bombas lacrimógenas que tenía lugar en el sector El Trigal de Valencia, en el estado Carabobo, Carrasco participaba en la protesta junto con amigos, y al intentar huir e ingresar a su carro, no pudieron encenderlo y fueron alcazados por los militares. La Guardia Nacional disparó bombas dirigidos al interior del vehículo, aunque ninguno ingresa, a acto seguido rompieron los vidrios del carro y obligaron a salir a los ocupantes del vehículo, golpeándolos con las culatas de los rifles. Una vez afuera, los guardias procedieron a rociar el carro con dos garrafas de gasolina, diciendo "¡coman su propio carro, malditos!".
Tras la detención, fueron subidos a un tanqueta y recibieron numerosas golpizas. Al ser trasladados, los amenazaron ordenándole a un pastor alemán que les mordiera el cuello, y tres guardias nacionales jugaron futbol con ellos como balón, colocándolos en posición fetal y pateándolos en la espalda. En un momento, mientras el todos estaban esposados en el estacionamiento, Juan Manuel fue apartado del grupo y sodomizado con el cañón de un fusil de asalto, sufriendo hemorragia y desmayándose, pero la fiscal del Ministerio Público desmeritó la denuncia. El juez de la causa ordenó arresto domiciliario como medida cautelar por los delitos de daño y alteración a la vía pública. Tres exámenes forenses fueron realizados, resultando positivos, pero fueron desestimados. La fiscal general, Luisa Ortega Díaz, declaró que las denuncias no eran ciertas.